# Rua Conde de Bonfim
Rua Conde de Bonfim é um dos principais logradouros da Tijuca, no Rio de Janeiro. Tem seu nome em homenagem a José Francisco de Mesquita, o marquês do Bonfim (ainda conde na época da homenagem).

## História
A rua era originalmente chamada de Caminho do Andaraí Pequeno, antigo nome do bairro da Tijuca. Seu atual nome, desde 1871, foi dado em homenagem a José Francisco de Mesquita (1790–1873) — barão (1841), visconde (1854), conde (1866) e marquês (1872) do Bonfim — comerciante e banqueiro, um dos mais importantes nobres do seu tempo.
Nos anos 1920, começaram a construir palacetes e mansões ao longo da rua, o que pode ser visto no Censo de 1933, quando a população daquela área teve um grande aumento. Muitas dessas mansões foram destruídas durante a década de 1960, quando a Tijuca começou a se desenvolver mais acentuadamente, o que culminou com a construção da Estação Saens Peña de metrô, em 1976.
O bairro abrigou um Carrefour desativado, em 2005, que está abandonado desde então. Em 2009, o secretário de Habitação Jorge Bittar, anunciou uma mudança dos moradores da Favela Indiana para o edifício, extremamente rejeitada pela população local. Em junho de 2010, a rua foi interditada para os jogos do Brasil na Copa do Mundo FIFA de 2010, sendo que em 25 daquele mês foi excepcionalmente aberta devido a complicações no trânsito.
Com o advento da Copa do Mundo de 2014, o MetrôRio com a parceira do Governo do Estado, ampliaram a linha do Metrô que agora via até a Estação Uruguai na própria rua, mas próximo à esquina com a Rua Uruguai.

## Localização

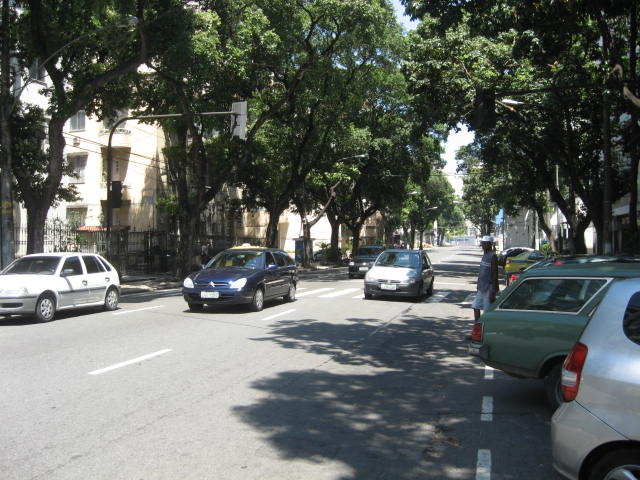
Rua Conde de Bonfim, 198.

Localizada na Tijuca, a rua estende-se desde a Usina até o Largo da Segunda-Feira, onde passa a se chamar Rua Haddock Lobo. É uma das principais vias de acesso ao bairro, interligando a Tijuca ao Alto da Boa Vista e a Barra da Tijuca. Na altura do número 369, localiza-se a Praça Saenz Peña, um dos principais polos comerciais e econômicos da região da Grande Tijuca, onde está a Estação Saenz Peña do metrô.
A rua, junto com a Rua São Miguel, paralela, abriga a Favela do Borel, uma favela que possui mais de 35 000 habitantes e 7 000 casas, onde foi instalada uma Unidade de Polícia Pacificadora (UPP), valorizando os imóveis da região, além de aumentar a segurança.

## Importantes pontos
- Praça Sáenz Peña[14]
- Largo da Segunda-Feira[12]
- Tijuca Tênis Clube[12]
- Hospital São Francisco (HSF), mais conhecido como Hospital da Ordem Terceira[12]

### Igrejas
- Igreja Universal do Reino de Deus - Praça Sáenz Peña[12]
- Paróquia dos Sagrados Corações[12][3]
- Igreja Evangélica Nova Vida[12]
- Igreja de Nossa Senhora da Conceição[12][3]
- Igreja de Nossa Senhora do Líbano[12]
- Igreja Batista Memorial da Tijuca[17]
- Igreja Presbiteriana Muda-Usina

### Mercados e supermercados
- Mini Max Tijuca[18]
- Extra Supermercados[12][3]
- Supermercados Mundial[18][3]
- Supermercado Ultra[18]
- Carrefour (desativado em 2005)[8]
- Super Mercado Prix [8]

### Colégios
- Colégio São José[12][3]
- Colégio Palas[19][3]